# 595 î.Hr.

## Evenimente
- Psamtik II îi succede lui Necho II ca rege al Egiptului
- Statul Chu înfrânge Statul Jin în Bătălia de la Bi

## Nașteri
- Cresus, ultimul rege al Lidiei

## Decese
- Necho II al Egiptului